# ラビリンス/魔王の迷宮
『ラビリンス/魔王の迷宮』（ラビリンス/まおうのめいきゅう、Labyrinth）は、1986年に制作されたアメリカ映画。主人公、魔王以外はほとんど全てがマペットで演じられている。その世界観にマウリッツ・エッシャーおよびマグリットの影響を受けている。

## ストーリー
15歳のサラは多感な空想の世界に遊ぶのが大好きな少女。継母と実父が外出するために、異母弟・トビーの子守りを任されたサラはなかなか泣き止まないトビーにうんざりして、愛読書に登場するおまじないを叫んでしまう。「お願い、今すぐこの子をどこかへ連れ去って」。サラに興味を抱いていたゴブリンの魔王・ジャレスは、サラの言葉を真に受け、弟のトビーをジャレスの支配するゴブリンの世界「ラビリンス」にさらってしまった。そして弟を返してと懇願するサラに対し、13時間以内に迷宮を抜けて自分の城まで到着せよという試練を与える。13時間以内にトビーを連れ戻さなければ、トビーはジャレスの力でゴブリンに変えられてしまう。サラはトビーを救うため、不思議な迷宮世界ラビリンスへと向かう。

## 登場人物
サラ・ウィリアムズ
本作の主人公。空想の世界が好きな多感な少女。「ラビリンス」という愛読書を常に持ち歩いている。元女優だった母に憧れており、義母との仲は良くない。
父と共に出かけた養母に、義理の弟・トビーの子守を押し付けられてうんざりしていた時、「ラビリンス」に出てくるおまじないを口にしてしまったためにトビーを魔王ジャレスにさらわれ、トビーを取り戻すためにジャレスの迷宮に挑むことになる。
魔王ジャレス
ゴブリンの世界を支配する王。他のゴブリンとは違って容姿は人間に近く、長い金髪を持つ男性の姿をしている。
物語冒頭でサラの「本当の願い」と「弟を連れ去って」という呟きを聞き、トビーを自分の城へ連れ去るが、サラに弟を帰して欲しいと懇願されたため、サラに迷宮を13時間以内に抜けるという試練を課す。水晶玉を媒介にして様々な魔法を操れるほか、白いフクロウに変身できる。
デヴィッド・ボウイはヘンソン社の前作「ダーククリスタル」のファンであったため、「ラビリンス」への出演依頼を快諾。多くの挿入曲を提供すると共に、魔王ジャレスの性格付けにも多大な貢献をしている。
トビー
サラの弟。サラの父と義母との間に生まれた子供で、サラの異母兄弟。
物語冒頭でサラが唱えた「ラビリンス」の一説を真に受けたジャレスにさらわれてしまう。
トビーを演じたトビー・フロウドは、ゴブリンのデザインを手がけたブライアン・フロウドの実子である。
ホグル
迷宮の案内人を務めるゴブリン。小人のような服装が特徴。
始めはジャレスにサラの妨害を命令されていたが、サラと接するうちにサラと親しくなり、ジャレスの命令とサラに協力したいという想いの間で悩む事になる。
ホグルは衣装を身に付けるシャリ・ワイザー（女優）と、アニマトロニクスの頭部を操るブライアン・ヘンソンを始めとする5人のパフォーマー（操演者）の協調によって、誕生した。「ダーククリスタル」以来培われた技術が投じられた、当時としては最も複雑なアニマトロニクスのキャラクターである。
ルド
迷宮でゴブリン達に虐められていたところをサラに助けられた怪物。毛むくじゃらで大きな体を持つが、性格は非常におとなしい。
咆哮をあげる事で岩を呼び寄せる力を持つ。
ルドは全長240cm、重量30kgを超え、一人で操るものとしては最大級のマペットであるため、パフォーマー（操演者）が交替で演じている。
サー・ディディモス
悪臭の沼の近くに住む犬の騎士。鼻が利かないため、悪臭の沼の凄まじい悪臭にも耐えられる。
非道な主君の命に服するよりも、レディーであるサラを守ってこそ騎士であるとして、サラと行動を共にする。
アンブローシャス
サー・ディディモスの愛馬ならぬ愛犬。とても臆病でディディモスを見捨てて逃げ出すこともしばしばある。
ワイズマン
喋る帽子をかぶったゴブリンの老人。
寸志と引き替えに様々な助言、のようにも聞こえるが実際にはたいした意味もないことを応える。
芋虫
迷路の中でサラが最初にあった生き物で、迷路を抜けるための助言をした。
ラルフ＆ロルフ
迷路のゲートキーパーである双子の怪人。トランプの絵札のような姿をしており、片方が常に真実を、片方が常に嘘をつく。
火狼（ファイアリー）
名前は小説から。手足、眼球などが取り外し自在の怪物でルドとはぐれたサラの前で奇怪なダンスを踊る。
ジャンクレディ
ジャンクシティに住む、大量のがらくたを背負った女性。記憶を失ったサラに様々な宝物を渡し積み重ねて、ジャンクシティに留め置こうとする。
義母
サラの義理の母。サラに気を使っているが快く思われていない。

## キャスト
| 役名                 | 俳優 | 日本語吹替                                                                                        | 日本語吹替                                  | 日本語吹替                                                                                        |
| 役名                 | 俳優 | フジテレビ版                                                                                      | NHK-BS版                                    | ソフト版                                                                                          |
| -------------------- | --- | ------------------------------------------------------------------------------------------------- | ------------------------------------------- | ------------------------------------------------------------------------------------------------- |
| 魔王ジャレス         | デヴィッド・ボウイ | 堀勝之祐                                                                                          | 松橋登                                      | 山路和弘                                                                                          |
| サラ                 | ジェニファー・コネリー | 喜多嶋舞                                                                                          | 伊藤美紀                                    | 清水理沙                                                                                          |
| ホグル               | 演：シャリ・ワイザー 声：ブライアン・ヘンソン | 富田耕生                                                                                          |                                             | 麦人                                                                                              |
| ルド                 | 演・声：ロン・ミュエク | 玄田哲章                                                                                          |                                             | 堀内賢雄                                                                                          |
| サー・ディディモス   | 演：デーヴ・ゲルツ 声：デヴィッド・ショーネシー | 神谷明                                                                                            | 富山敬                                      | 緒方賢一                                                                                          |
| トビー               | トビー・フラウド | （台詞なし）                                                                                      | （台詞なし）                                | （台詞なし）                                                                                      |
| サラの父             | クリストファー・マルコム | 筈見純                                                                                            |                                             | 星野充昭                                                                                          |
| サラの義母           | シェリー・トンプソン | 弥永和子                                                                                          |                                             | ならはしみき                                                                                      |
| ワイズマン           | 演：フランク・オズ 声：マイケル・ホーダーン | 上田敏也                                                                                          |                                             | 中庸助                                                                                            |
| 喋る帽子             | 演：デーヴ・ゲルツ 声：デヴィッド・ショーネシー | 大竹宏                                                                                            |                                             | 稲葉実                                                                                            |
| ジャンクレディ       | 演：カレン・プレル 声：デニース・ブライヤー | 麻生美代子                                                                                        |                                             | ならはしみき                                                                                      |
| 妖精                 | ナタリー・フィンランド | 辻村真人                                                                                          |                                             | （台詞なし）                                                                                      |
| 芋虫                 | 演：カレン・プレル 声：ティモシー・ベイトソン | 田の中勇                                                                                          |                                             | 稲葉実                                                                                            |
| 右のドアノブ         | 演：アンソニー・アズベリー 声：デイヴィッド・ヒーリー | 渡部猛                                                                                            |                                             | 中庸助                                                                                            |
| 左のドアノブ         | 演：デーヴ・ゲルツ 声：ロバート・ビーティ | 大山高男                                                                                          |                                             | 星野充昭                                                                                          |
| 火狼（ファイアリー） | 演：ケビン・クラッシュ デビッド・バークレイ トビー・フィルポット カレン・プレル ロン・ミュエク イアン・トム デーヴ・ゲルツ ロブ・ミルズ シェリー・アモット スティーヴ・ホイットマイア シェリル・ヘンソン ケビン・ブラッドショー アンソニー・アズベリー アリスター・フラートン ロリー・クルーソン 声：ケビン・クラッシュ チャールズ・オーギンズ ダニー・ジョン・ジュールス リチャード・ボドキン | 二又一成 西村知道 田の中勇 大竹宏 山口健                                                          |                                             | 飛田展男 梅津秀行 稲葉実 永井一郎 星野充昭                                                        |
| ラルフ＆ロルフ       | 演：スティーヴ・ホイットマイア ケビン・クラッシュ アンソニー・アズベリー デーヴ・ゲルツ 声：アンソニー・ジャクソン ダグラス・ブラックウェル デイビット・ショーネシー ティモシー・ベイトソン | 屋良有作（左上のラルフ） 大竹宏（右上のロルフ） 西村知道（左下のラルフ） 沢木郁也（右下のロルフ） |                                             | 稲葉実（左上のラルフ） 結城比呂（右上のロルフ） 永井一郎（左下のラルフ） 梅津秀行（右下のロルフ） |
| その他               | | 飯塚昭三 加藤治                                                                                   |                                             | 飯塚昭三 肝付兼太                                                                                 |
| 日本語版制作スタッフ | |                                                                                                   |                                             |                                                                                                   |
| 演出                 | 演出 | 左近允洋                                                                                          |                                             |                                                                                                   |
| 翻訳                 | 翻訳 | 額田やえ子                                                                                        |                                             |                                                                                                   |
| 調整                 | 調整 | 飯塚秀保                                                                                          |                                             |                                                                                                   |
| 担当                 | 担当 | 吉田啓介                                                                                          |                                             |                                                                                                   |
| 制作                 | 制作 | グロービジョン                                                                                    |                                             |                                                                                                   |
| 解説                 | 解説 | 高島忠夫                                                                                          |                                             |                                                                                                   |
| 初回放送             | 初回放送 | 1988年8月13日 『ゴールデン洋画劇場』                                                              | 1992年5月3日 『夜更かし映画館』 19:20-20:54 | 2005年8月24日 日本語吹替版DVD収録                                                                 |

## スタッフ
- 監督：ジム・ヘンソン
- 製作：エリック・ラトリー
- 製作総指揮：ジョージ・ルーカス
- 脚本：テリー・ジョーンズ
- 撮影：アレックス・トムソン
- SFX：ジョージ・ギブス
- 特殊メイク：ウォリー・シュネイダーマン
- 特撮：ILM
- 音楽：トレヴァー・ジョーンズ
- 歌：デヴィッド・ボウイ
- 美術：ロジャー・ゲイン / マイケル・ホワイト / ピーター・ハウィット
- 編集：ジョン・グローヴァー
- 衣装（デザイン）：エリス・フライト / ブライアン・フラウド

## 備考
DVD特典のメイキング「迷宮の内側」では、なぜサラがジャレスと接触できたのか、そしてジャレスがトビーをさらって本当はどうするつもりだったのかなど、劇中で語られなかった設定がかなり詳細に述べられている。

## メディア展開

### ノベライズ
映画小説『ラビリンス魔王の迷宮』
著者：A.C.H.スミス
翻訳：野田昌宏
初版発行日：昭和61年6月25日
出版社：講談社

### ゲーム
徳間書店インターメディアからファミコンソフトとしても発売されており、原作と同じように13時間以内に弟のトビーを救出すると言う内容のアクションゲーム。1987年1月7日発売。ワープする迷路、十字キー操作が入れ替わる面や高速で残り時間が減っていく面があり、おまけに進め方によっては途中で新規面に進めなくなるなど、難易度は高い。開発はアトラスが担当しており、ゲームデザインとして岡田耕始、BGMコンポーザとして増子司が参加している。

なお、BGMには映画中で使われた音楽（Magic DanceやChilly Downなど）が使用されている。

#### 主要キャラクター
サラ
プレイヤーキャラ。石を投げて敵を倒すことができる。サラ自身にHPはないが、ダメージを受けることで残り時間（最高で13:00）が減ってゆく。
ホグル
サラの仲間キャラその1。道案内役で、動きを止めるとキーやコインのある方向を向く。また、フェアリーが避けるようになる。
ルード
サラの仲間キャラその2。動きは鈍いが、体当たりして敵を追い払ってくれる。
サー・ディディモス
サラの仲間キャラその3。素早い動きで、石を投げて攻撃する。
魔王ジャレス
5万点ごとに現れて時間を急速に進める。ボールルームではスコアに関係なく出現する。
ワイズマン
各エリアでキーを取るとワイズマンのところに飛ばされ、ボーナス得点と時間をくれた上で次のエリアへの行き方を示す。また、コインを3つ集めると杖（防御力強化）か指輪（攻撃力強化）と交換してくれる。
リーチェン
ワームの女性。話しかけるとエリア1に入れてくれる。エリア内で話しかけると、宝石と交換にアイテムをくれる。

#### アイテム
映画中で登場したアイテムが多数使われている。なお、アイテムはそれぞれ8個までしか所持できない。
ラビリンスの本
使用すると残り時間が5時間回復する。唯一持ち運び可能な回復アイテム。
キー
クリアアイテム。12本集めるとキャッスルに入れるようになる。
コイン
エリアに1枚ずつ落ちている。集めるとワイズマンから指輪か杖がもらえる。また、コインを取っていないエリアにはいつでも行けるが、4枚取っていないエリアがあると次のエリア（キーを取っていないエリア）への道が出なくなってしまう。
指輪・杖
コイン3枚と引き換えにワイズマンからもらえる、サラの強化アイテム。杖はサラの防御力を、指輪はサラの攻撃力を高める。2種類ずつ存在。
ハート
仲間に3個以上あげると仲間が来てくれる。3個以上持っているキャラにあげると攻撃力がアップする。
オルゴール
ハートを3個以上あげた仲間をいつでも呼び出せる。
水晶玉
ワイズマンのところに戻れる。
口紅・時計
時間回復アイテム。取った瞬間に効果が発現し、持ち運ぶことはできない。口紅は1時間、時計（地下限定）は3時間回復。
ボーナスアイテム
得点が増える。足跡、桃、ランスロット（クマのぬいぐるみ）、ノッカー、ふくろうの5種類。

#### エリア
エリア0　ゴブリンゲート
サラがジャレスと出会う最初の草原。扉の開け方によって獲得できる宝石の量が変化する。
エリア1　レンガの道
映画の序盤（ワームと会う前後）に当たる。序盤なので比較的単純な構造だが、落とし穴やエリア2に飛ばされるトラップがある。
エリア2　垣根の庭
映画ではワイズマンと会うシーンに相当する。ワープを使わないとキーやコインを入手できない。
エリア3　憂鬱の森
ファイアリー達と会うシーンに相当。広い森と湖のエリア。
エリア4　悪臭の沼
サラとホグルが落ちそうになった沼を再現したエリア。多くの階段から正しい道を選び出さなければならない。隠し通路や階段も存在する。なお、沼にサラが落ちることはない。
エリア5　謎の石畳
長い分岐が存在するエリア。コインとキーの両方を取るにはエリアをほぼ一周しなくてはならない。
エリア6　笑いの森
笑顔がたくさん描かれたエリア。地上部分ではランダムに十字キー操作が入れ替わる。（右を押すと上に行くなど）
エリア7　悪の花園
花壇で区切られたエリア。ワープゾーンが存在するものの、これといった特徴はない。
エリア8　ボールルーム
サラとジャレスの舞踏会シーンに相当するエリア。魔王ジャレスが出現して時間を奪っていく中、階段でワープを繰り返してキーを探す。
エリア9　恐怖の迷路
サラがホグルに案内されながら脱出した迷路を再現したエリア。映画中でジャレスが二人の行く手を阻むために魔法で召喚したクリーナー（スラッシングマシーン）がギミックとして登場し、サラを追いかけてくる。防御力を強化していないと、マシーンに数回当たっただけでゲームオーバーになってしまうことも。
エリア10　迷いの森
スクロールによって木の配置が変化するエリア。
エリア11　ジャンクシティ
ワープが多数存在する難解なエリア。ジャンクレディが敵として襲ってくる。
エリア12　ゴブリンシティ
キャッスルの城下に存在する広大な町。映画の展開同様ゴブリンの兵士がサラ達を阻もうと襲いかかってくる。
エリア13　キャッスル
ジャレスの居城。3層構造でかなり広い。囚われたトビーを助け出すには、どこかに隠された魔王の石を探しださなくてはならない。